# Estação Badal

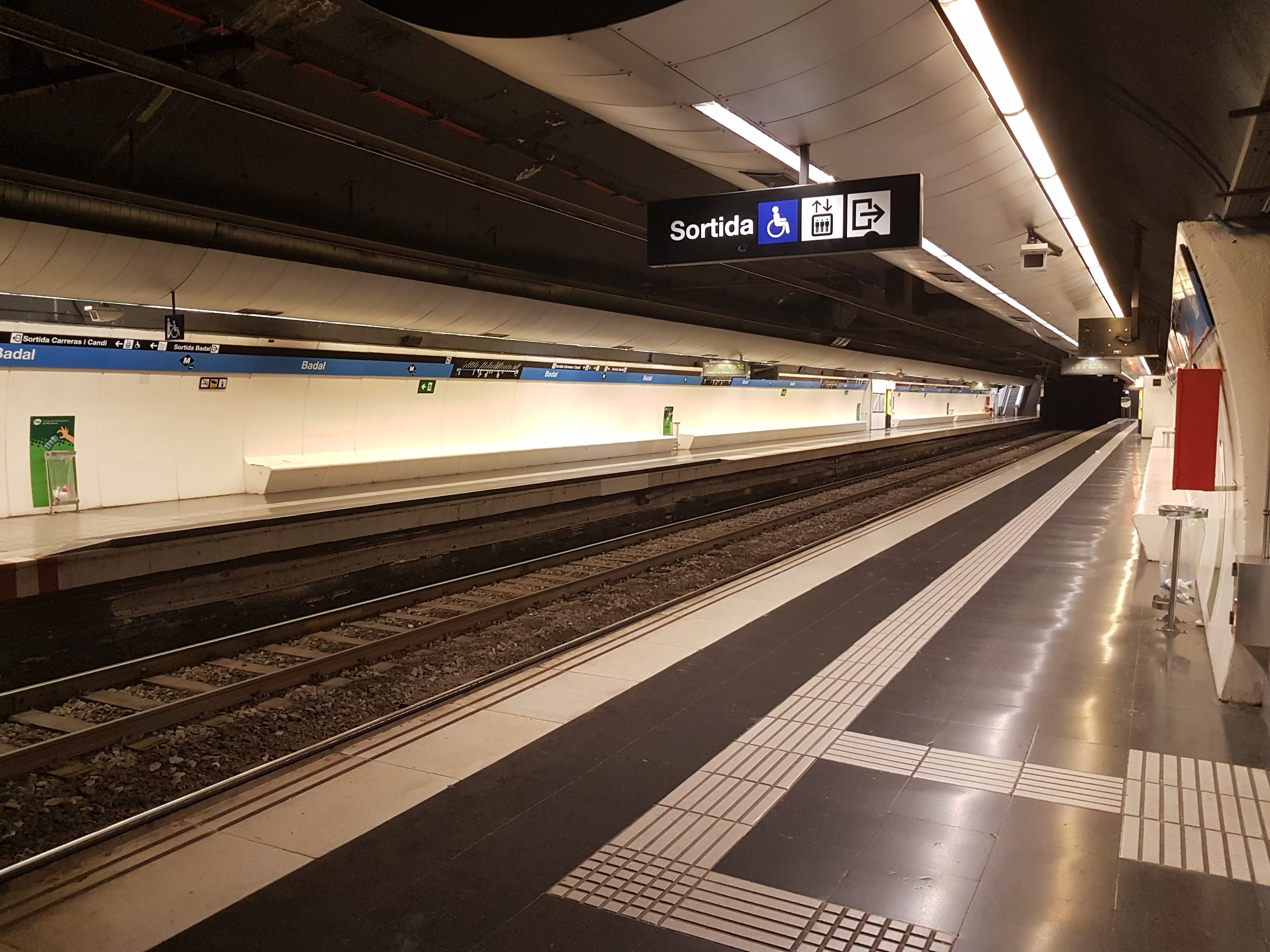
Estação Badal em 2020.

Badal é uma estação da linha Linha 5 do Metro de Barcelona. A estação está localizada sob a Carrer de Sants, entre os cruzamentos com as ruas Carreras i Candi e Sant Feliu de Guíxols, no distrito Sants-Montjuïc de Barcelona.

## História
A estação Badal foi projetada em 1954, quando a Câmara Municipal de Barcelona concordou em criar uma nova linha de metrô, chamada Transversal Alto (atualmente linha 5). Especificamente, essa estação fazia parte de um ramal que ligaria a estação localizada na estrada de Sans, que vinha servindo a Metropolitan Transversal (atual linha 1) e a Avenida de San Ramon Nonato, com duas estações intermediárias, a Badal e a de Collblanch.
Depois de aprovado, o projeto do Alto Transversal ficou praticamente suspenso por uma década, até ser reativado em 1963, quando o Conselho de Ministros aprovou o chamado Plano de Emergência para o Desenvolvimento da Rede do Metrô de Barcelona. Em 7 de novembro de 1964, a empresa Dragados y Construcciones inicia a construção do trecho entre Sans e San Ramón. Finalmente, em 3 de novembro de 1969, Barcelona inaugurou sua nova linha de metrô, a Transversal Alto, que circulava entre as estações da Rambla Cataluña (atual Diagonal) e San Ramón (atual Collblanc), passando por Badal. A cerimónia inaugural contou com a presença do Ministro das Obras Públicas, Federico Silva Muñoz, do Ministro do Interior, Tomás Garicano Goñi, e do Presidente da Câmara de Barcelona, José María de Porcioles, entre outras autoridades.
Nos planos do metrô de 1971 e 1974, havia previsão de que a estação Badal serviria à futura Linha 6, que ligaria Mercabarna a Santa Coloma de Gramanet, embora nunca tenha sido construída. No entanto, anos depois, a Autoridade do Metropolitano O transporte recuperou grande parte dessa rota para as linhas 9 e 10, tendo sido decidido localizar o trevo em Collblanc, em vez de Badal.
Em 1999, a estação passou por uma ampla remodelação, projeto dos arquitetos Sánchez Piulats.

## Acessos à estação
- Carrer de Sants
- Carreras i Candi
- Carrer de Sants / Arizala